# Xanthocastnia vicina
Xanthocastnia vicina är en fjärilsart som beskrevs av Constant Vincent Houlbert 1917. Xanthocastnia vicina ingår i släktet Xanthocastnia och familjen Castniidae. Inga underarter finns listade i Catalogue of Life.